# Koglhof
Koglhof var en kommun i distriktet Weiz i förbundslandet Steiermark i Österrike. Den blev den 1 januari 2015 en del av kommunen Birkfeld.
Kommunen bestod av fyra orter (Ortschaften) (inom parentes invånarantal 1 januari 2024):
- Aschau (380)
- Rabendorf (273)
- Rossegg (270)
- Sallegg (97)